# Hagonoy
Hagonoy (Bayan ng Hagonoy) är en kommun i Filippinerna. Kommunen ligger på ön Mindanao, och tillhör provinsen Davao del Sur. Folkmängden uppgår till 43 871 invånare.

## Bildgalleri

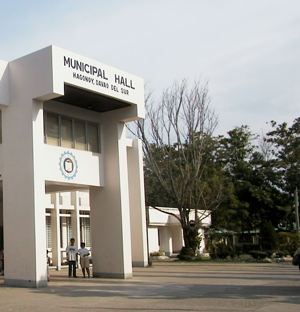
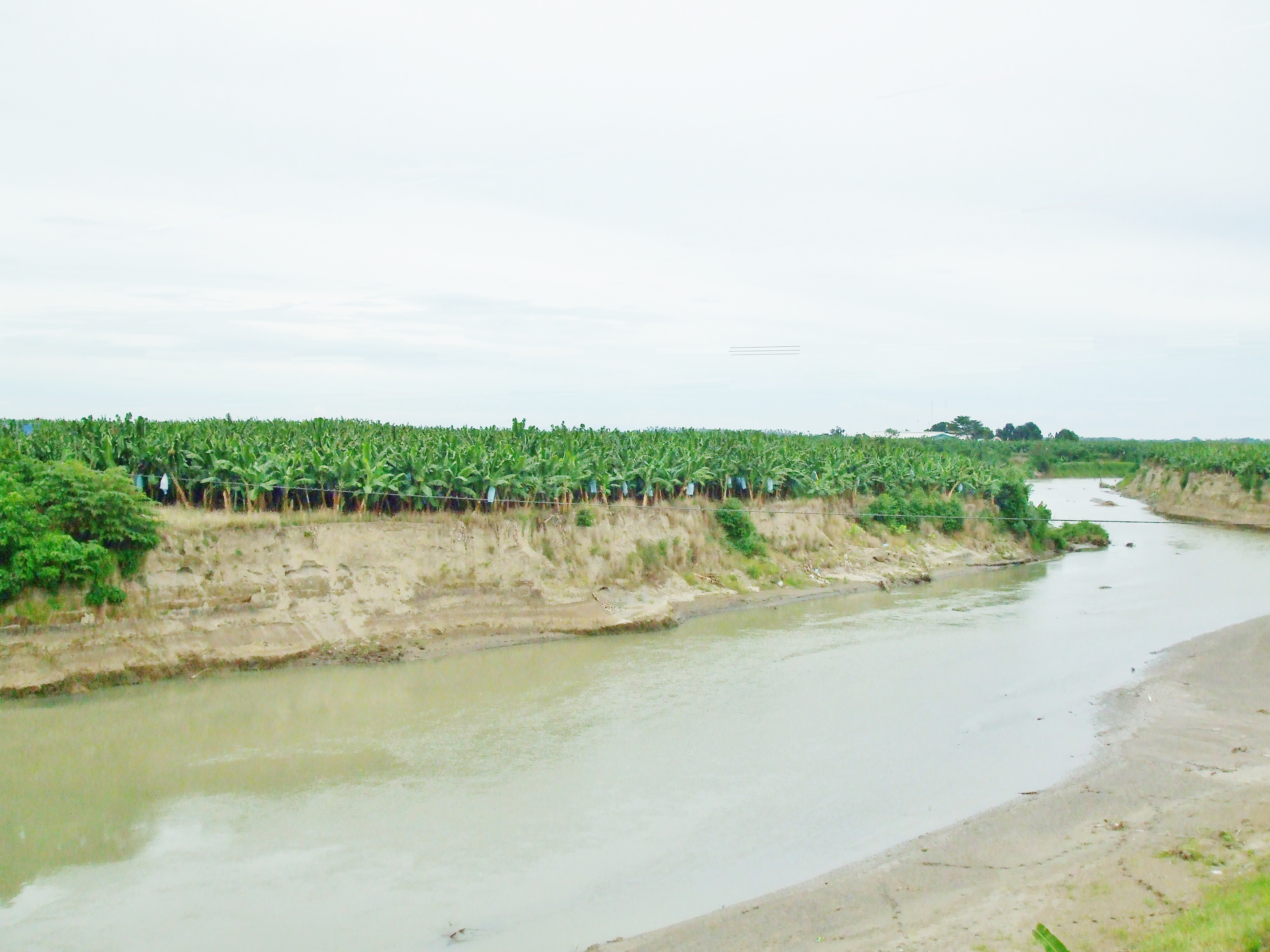
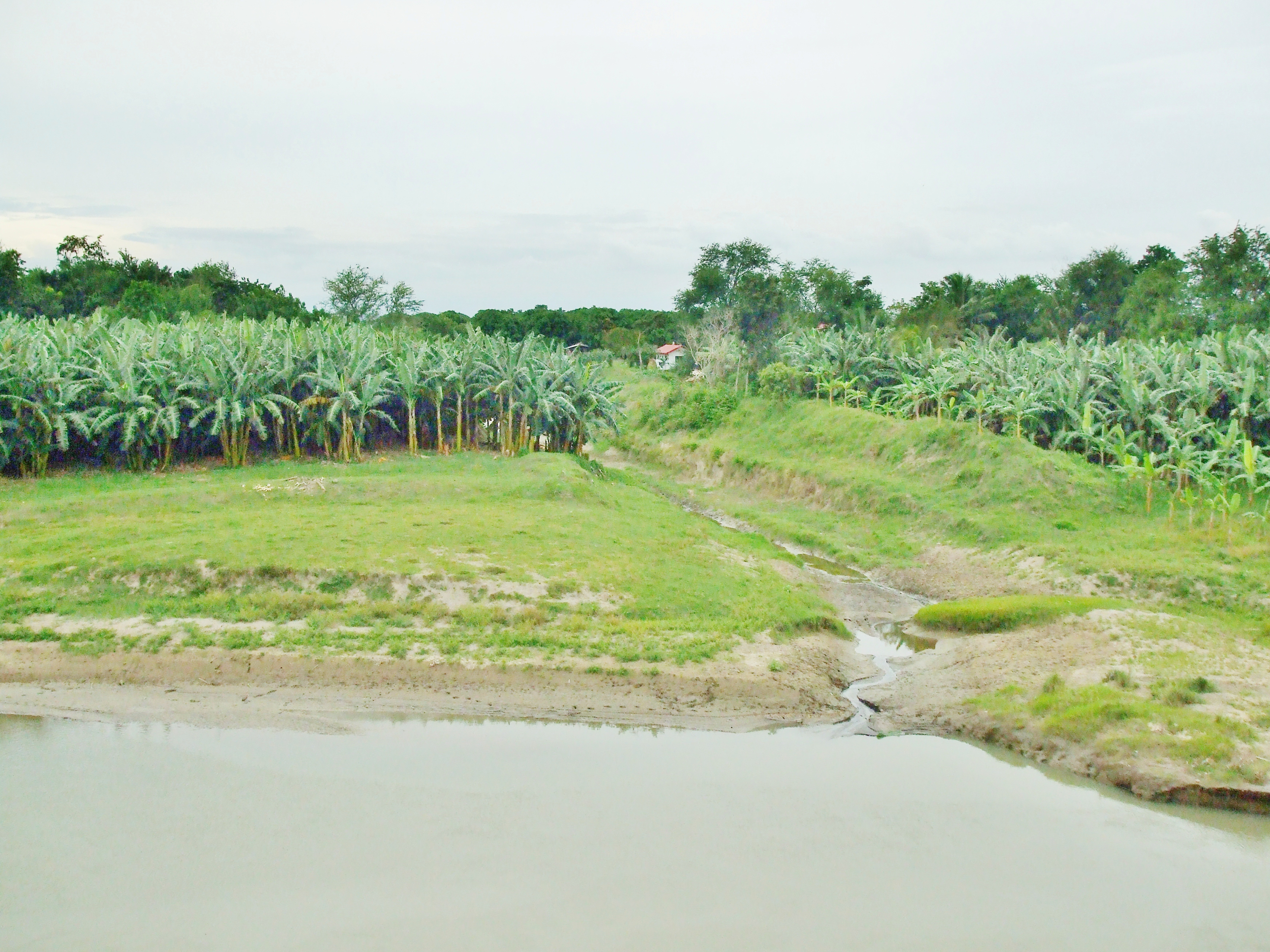
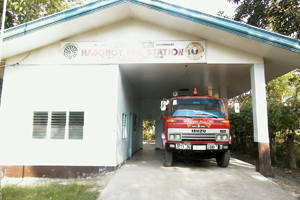

## Barangayer
Hagonoy är indelat i 21 barangayer.
| - Balutakay - Clib - Guihing Aplaya - Guihing - Hagonoy Crossing - Kibuaya - La Union - Lanuro - Lapulabao - Leling - Mahayahay | - Malabang Damsite - Maliit Digos - New Quezon - Paligue - Poblacion - Sacub - San Guillermo - San Isidro - Sinayawan - Tologan |